# Frei bewegliche Kette
Die frei bewegliche Kette (englisch freely jointed chain oder  ideal chain, auch Gaußkette oder ideales Knäuel) ist das einfachste Modell, womit ein Polymer beschrieben werden kann. Das Modell vernachlässigt Wechselwirkungen zwischen den Monomeren, sodass diese beliebig um ihre beiden Enden rotieren können, was mathematisch einer Irrfahrt entspricht. Eine Verbesserung stellt das Modell der wurmartigen Kette dar, bei dem die Monomere Einschränkungen in ihrer Beweglichkeit unterliegen, so dass auch Polymere mit Steifigkeit beschrieben werden können.

## Eigenschaften
Ein Polymer wird in diesem Modell als eine Kette von {\displaystyle N} steifen Stücken der Länge {\displaystyle l}, der sogenannten Kuhn-Länge, dargestellt – die maximale Länge {\displaystyle L} ist somit durch
{\displaystyle L=Nl}
gegeben. Die Teilstücke sind frei beweglich, vergleichbar mit einem Scharnier (hier allerdings dreidimensional). Es ergibt sich dadurch ein Random Walk mit der Schrittlänge {\displaystyle l} und der Schrittzahl {\displaystyle N}. Für große {\displaystyle N} gilt der zentrale Grenzwertsatz.
In diesem Ansatz werden keine Wechselwirkungen zwischen den Monomeren angenommen, die Energie des Polymers wird als unabhängig von seiner Form angenommen. Das bedeutet, im thermodynamischen Gleichgewicht sind alle denkbaren Konfigurationen gleich wahrscheinlich, das Polymer durchläuft sie alle im Laufe der Zeit – die Fluktuationen werden durch die Maxwell-Boltzmann-Verteilung beschrieben.
Sei {\displaystyle {\vec {R}}} der End-zu-End-Vektor der idealen Kette und {\displaystyle {\vec {r}}_{1},\ldots ,{\vec {r}}_{N}} die Vektoren zu einzelnen Monomeren. Diese zufallsverteilten Vektoren haben drei Komponenten in x-, y- und z-Richtung. Wir nehmen an, die Zahl der Monomere N sei groß, so dass der Zentrale Grenzwertsatz gilt. Die Abbildung unten zeigt die Skizze einer kurzen idealen Kette:
Die Enden der Kette fallen nicht zusammen, aber da sie frei fluktuieren gilt natürlich für den Mittelwert (Erwartungswert):
{\displaystyle \langle {\vec {R}}\rangle =\Sigma _{i=1}^{N}\langle {\vec {r}}_{i}\rangle ={\vec {0}}~}
Da {\displaystyle {\vec {r}}_{1},\ldots ,{\vec {r}}_{N}} statistisch unabhängig sind, folgt aus dem Zentralen Grenzwertsatz, dass {\displaystyle {\vec {R}}} normalverteilt sind: genauer gesagt folgen in 3D {\displaystyle R_{x},R_{y},} und {\displaystyle R_{z}} gemäß einer Normalverteilung des Mittelwertes 0 mit Varianz:
{\displaystyle \sigma ^{2}=\langle R_{x}^{2}\rangle -\langle R_{x}\rangle ^{2}=\langle R_{x}^{2}\rangle -0}
{\displaystyle \langle R_{x}^{2}\rangle =\langle R_{y}^{2}\rangle =\langle R_{z}^{2}\rangle =N\,{\frac {l^{2}}{3}}}
Zur Charakterisierung einer Frei beweglichen Kette wird häufig das mittlere Quadrat {\displaystyle \langle R^{2}\rangle } von {\displaystyle {\vec {R}}} verwendet:
{\displaystyle \langle R^{2}\rangle =\langle R_{x}^{2}\rangle +\langle R_{y}^{2}\rangle +\langle R_{z}^{2}\rangle =Nl^{2}}
Die Kraft-Abstandskurve der frei beweglichen Kette ist:
{\displaystyle f={\frac {k_{B}T}{l}}{\mathcal {L}}^{-1}\left({\frac {R}{(N-1)l}}\right),}
wobei f die Kraft ist, l die Bindungslänge, N die Zahl der Monomere in der Kette (mit N-1 Bindungen), {\displaystyle {\mathcal {L}}^{-1}} die inverse Langevin-Funktion, {\displaystyle k_{B}} die Boltzmann-Konstante, T die Temperatur und R der Ende-zu-Ende-Abstand.